# Corpo d'armata del Pei-yang
Il Corpo d'armata del Pei-yang o Armata del Nord (北洋軍T, běiyángjūnP) fu una potente forza militare cinese creata dal governo della Dinastia Qing alla fine del XIX secolo. È stato il pezzo forte della ricostruzione generale del sistema militare cinese. Il Corpo d'armata del Pei-yang ebbe un ruolo fondamentale nella politica cinese per almeno un trentennio e alcuni sostengono fino anche al 1949. Rese possibile la Rivoluzione Xinhai e causò un periodo di divisione regionale, noto come periodo dei signori della guerra (北洋軍閥 běiyáng jūnfá).

## Origini con Li Hongzhang (fino al 1900)
Il Corpo d'armata del Pei-yang venne creato dall'esercito Anhui di Li Hongzhang, che venne impiegato per la prima volta durante la Rivolta dei Taiping. A differenza delle forze della bandiera verde dei Qing, l'esercito di Anhui era in buona parte una milizia basata su legami di fedeltà personale più che istituzionale. L'esercito di Anhui venne inizialmente equipaggiato con un misto di armi tradizionali e moderne. Il suo creatore, Li Hongzhang, usò i dazi doganali e le entrate fiscali delle cinque province sotto il suo controllo, negli anni 1880 e 1890, per modernizzare parti dell'esercito di Anhui, e per costruire una marina da guerra moderna (la flotta del Pei-yang). È attorno a questo periodo che il termine "esercito Beiyang" inizia ad essere usato per riferirsi alle forze militari sotto il suo controllo. Il termine "Beiyang", che letteralmente significa "Oceano Settentrionale", fa riferimento ai dazi doganali esatti nella Cina del Nord, che vennero inizialmente usati per sovvenzionare la flotta del Pei-yang e successivamente Il Corpo d'armata del Pei-yang. Comunque, tali finanziamenti erano irregolari e l'addestramento non era affatto sistematico.
Alla metà degli anni 1890, Il Corpo d'armata del Pei-yang era la miglior formazione regionale che la Cina poteva mettere in campo. La Prima guerra sino-giapponese venne combattuta quasi interamente da esso, senza il sostegno delle forze delle altre province. In tale guerra la flotta del Pei-yang, che comprendeva due navi da guerra pre-dreadnought, venne sopraffatta dai cannoni a tiro rapido della più leggera flotta giapponese. Similarmente, a terra, l'esercito di coscritti giapponese, ispirato dal modello tedesco, guidato da ufficiali professionisti e addestrati in accademia, sconfisse facilmente Il Corpo d'armata del Pei-yang.

## Yuan Shikai prende il controllo (1901-1908)
Li Hongzhang morì nel 1901 e venne sostituito da Yuan Shikai, che rilevò la nomina di Li a Governatore-Generale di Zhīlǐ e a Sovraintendente al Commercio per l'Oceano Settentrionale (北洋大臣). Yuan aveva ricevuto nel 1895 il comando di una brigata del Nuovo Esercito. Molti dei suoi ufficiali divennero in seguito figure importanti del periodo dei Signori della Guerra. Tra questi troviamo Zhang Xun (che tentò di restaurare la dinastia Qing nel 1917), Xu Shichang (Presidente della Repubblica di Cina 1918-22), Cao Kun (Presidente 1922-24 e capo della cricca militare di Zhili), Duan Qirui ("Primo Ministro" per gran parte del periodo 1916-20 e capo della cricca militare Anhui) e Feng Guozhang (Presidente 1917-18 e fondatore della cricca di Zhili).
Yuan Shikai supervisionò la graduale riforma delle istituzioni militari Qing dopo il 1901. Fondò l'Accademia militare di Baoding, il che gli permise di espandere Il Corpo d'armata del Pei-yang. Con la creazione della Commissione per la Riorganizzazione dell'Esercito, nel dicembre 1903, Il Corpo d'armata del Pei-yang divenne il modello sul quale si sarebbero uniformate le forze militari delle altre province. Nel 1905 Yuan aveva aumentato Il Corpo d'armata del Pei-yang a sei divisioni. In ottobre fece svolgere delle manovre vicino a Hejian, nel Zhili centrale, usando l'appena completata ferrovia Pechino-Hankou. Esercitazioni simili si svolsero l'anno seguente con l'esercito di Zhang Zhidong a Hubei. Era opinione unanime degli osservatori stranieri che Il Corpo d'armata del Pei-yang fosse il più grande, meglio equipaggiato e meglio addestrato, tra le forze militari della Cina dell'epoca.

## Il Corpo d'armata del Pei-yang sotto controllo Manciù (1909-1910)
L'Imperatrice vedova Cixi morì il 15 novembre 1908 e le successe Puyi, di tre anni. Il nuovo reggente, II Principe Chun (醇親王), fece dimettere Yuan Shikai l'anno seguente. Yuan passò il suo periodo di pensionamento curando attentamente la sua rete di contatti personali nel Il Corpo d'armata del Pei-yang. Al momento della rivoluzione del 1911, il comando del Corpo d'armata del Pei-yang era teoricamente nelle mani del ministro Manchu Yinchang. In realtà Yuan Shikai era ancora in grado di manipolarlo, grazie alla lealtà personale dei suoi ufficiali. Quattro divisioni erano stanziate nello Zhili, mentre la III Divisione era in Manciuria e la V nello Shandong. Quasi tutti gli ufficiali erano cinesi etnici, molti dei quali erano studenti tornati dal Giappone. L'armamento non era uniforme, ma migliore di quanto fosse stato in passato. Gran parte della fanteria era armata o con il fucile giapponese standard modello 1896, o con i Mauser 7,9mm.

## La rivoluzione del 1911
Gli eventi della rivoluzione dimostrarono che Il Corpo d'armata del Pei-yang, che formava il nucleo delle 36 divisioni del Nuovo Esercito, era in assoluto la forza militare dominante in Cina. Controllare la lealtà frammentata delle sue formazioni era la chiave del potere politico nella Cina del dopo 1911. L'insurrezione che diede il via alla rivoluzione del 1911 ebbe luogo a Wuchang il 10 ottobre. Il 12, Yinchang ricevette l'ordine di prendere due divisioni del Corpo d'armata del Pei-yang e scendere lungo la ferrovia Pechino-Hankou per sopprimere l'insurrezione a Wuchang. Egli attaccò l'esercito rivoluzionario comandato da Huang Xing il 27 ottobre.
Con la copertura della propria artiglieria da campo e dei cannoni della flotta imperiale, la fanteria del Pei-yang attaccò con un nugolo di incursori seguiti da uno schieramento di fanti a ranghi compatti. Queste tattiche da manuale sarebbero state presto screditate dall'intensità dei combattimenti della I guerra mondiale, ma contro dei rivoluzionari indisciplinati e sprovvisti di mitragliatrici, funzionarono alla perfezione.
Quello stesso giorno, Yuan Shikai ricevette l'ordine di prendere il comando delle forze a Wuchang. Rifiutò, assicurando invece degli alti comandi per due dei suoi più fedeli sodali, Feng Guozhang e Duan Qirui. I combattimenti continuarono nell'Hubei per un altro mese, mentre Yuan negoziava con la dinastia e con i rivoluzionari, usando Il Corpo d'armata del Pei-yang come arma di coercizione. Il risultato finale fu che venne eletto come provvisorio Presidente della Repubblica di Cina.

## La cricca del Pei-yang al potere (1911-15)

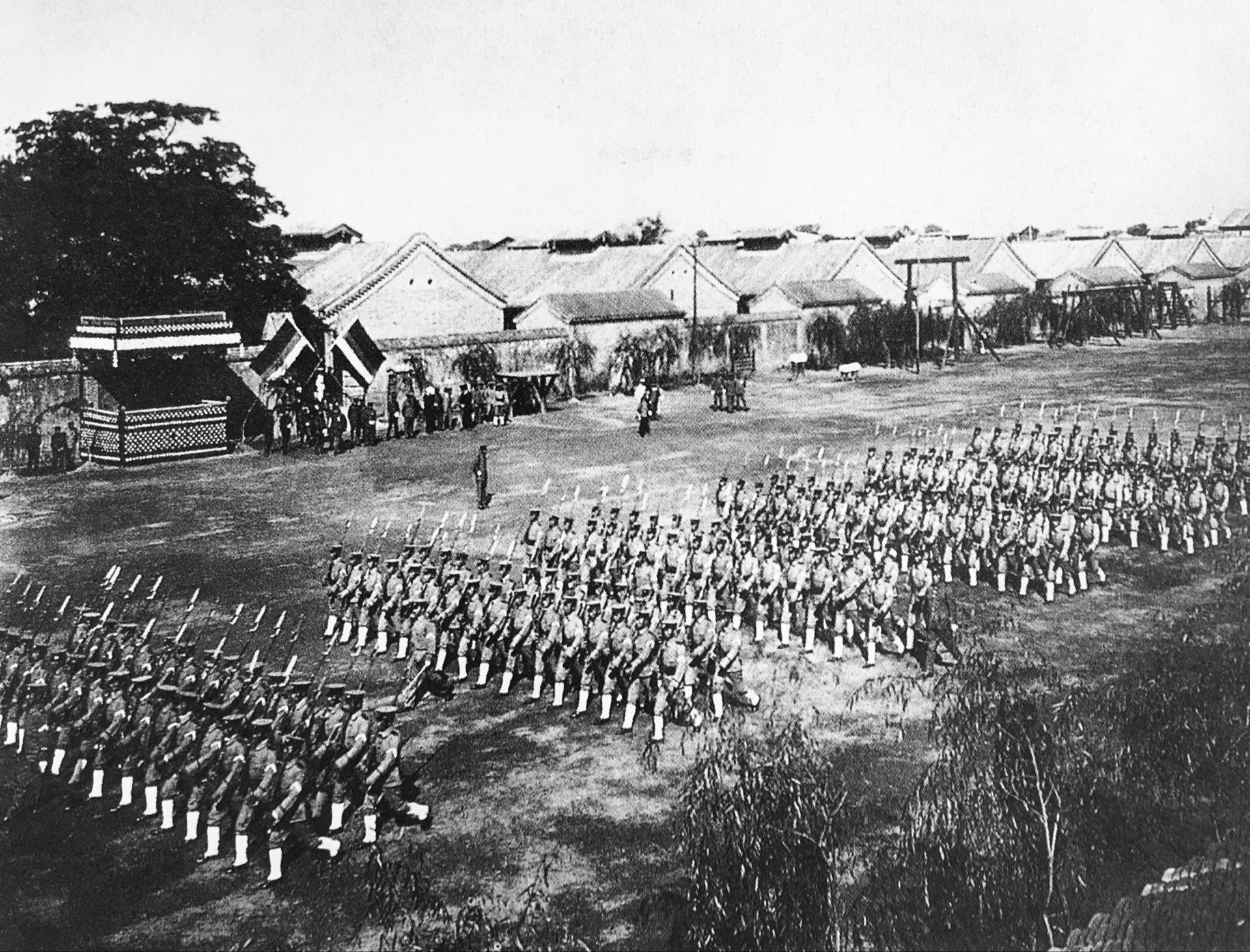
Il Corpo d'armata del Pei-yang in addestramento.

Durante il periodo 1911-15, Yuan Shikai rimase l'unico uomo che poteva tenere assieme Il Corpo d'armata del Pei-yang. Lui e i suoi seguaci resistettero con forza a qualsiasi tentativo del Kuomintang (KMT) di inserire persone esterne nella loro catena di comando. Essi negoziarono un prestito da 25 milioni di sterline con un consorzio bancario, per sostenere Il Corpo d'armata del Pei-yang, nonostante la contrarietà del KMT. Nel 1913 Yuan Shikai nominò quattro dei suoi leali luogotenenti a governatori militari di altrettante province meridionali: Duan Qirui ad Anhui, Feng Guozhang a Jiangsu, Li Shun a Jiangxi e Tang Xiangming a Hunan. La cricca militare Beiyang ottenne così la sua massima estensione di controllo territoriale. Esercitava un saldo controllo sulla Cina settentrionale e le province del fiume Yangtze. Per tutto il 1914, la cricca sostenne Yuan nell'apportare modifiche alla costituzione che gli davano poteri per condurre guerre e trattati, oltre a sostanziali poteri di emergenza.
Nel dicembre 1915 Yuan si dichiarò imperatore. Questa decisione fu contrastata da quasi tutti i generali e gli ufficiali del Corpo d'armata del Pei-yang, da Duan Qirui e Feng Guozhang a scendere. Ancor più importante, molte province periferiche, come Yunnan, gli si opposero apertamente. Yuan Shikai fu costretto a recedere dai suoi progetti imperiali. Sia Duan che Feng si rifiutarono di sostenerlo ancora al potere e alla fine, l'unico importante generale Beiyang a rimanergli fedele fu l'irreprensibile Zhang Xun. Yuan morì poco dopo e Il Corpo d'armata del Pei-yang si divise in cricche guidate dai suoi principali protetti. La cricca di Anhui di Duan Qirui e la cricca di Zhili, fondata da Feng Guozhang, ma guidata dopo la sua morte da Cao Kun e Wu Peifu, furono le principali. Ormai disunito, il potere del Corpo d'armata del Pei-yang venne sfidato da eserciti provinciali quali le forze di Yan Xishan a Shaanxi e la cricca Fengtian di Zhang Zuolin.

## Frammentazione del Corpo d'armata del Pei-yang (1916-18)
Le pressioni dei comandanti del Corpo d'armata del Pei-yang impedirono a qualsiasi figura politica di sinistra di prendere il potere nel governo della Repubblica di Cina. Per quasi un decennio dopo la morte di Yuan, il programma dei principali signori della guerra Beiyang fu di riunificare Il Corpo d'armata del Pei-yang, per poi poter conquistare i più piccoli eserciti provinciali.
Per un certo periodo a partire dalla metà del 1916, il generale ultraconservatore Beiyang, Zhang Xun, riuscì a mantenere l'unità dell'esercito per mezzo di contatti collegiali e negoziazioni. Come già aveva fatto Yuan Shikai, i generali Beiyang usarono il loro potere militare per intimidire l'Assemblea nazionale e far approvare le leggi che volevano. A seguito di una disputa con il presidente Li Yuanhong, su un prestito dal Giappone all'inizio del 1917, Duan Qirui dichiarò l'indipendenza dal governo assieme a molti degli altri generali Beiyang. Zhang Xun occupò quindi Pechino con il suo esercito, e il 1º luglio scosse il mondo politico cinese proclamando la restaurazione della dinastia Qing. Tutti gli altri generali condannarono questo gesto e la restaurazione crollò presto. L'eliminazione di Zhang Xun, subito dopo, distrusse l'equilibrio di potere tra le fazioni rivali di Feng e Duan e inaugurò un decennio di forte controllo da parte dei signori della guerra.
Feng Guozhang si recò a Pechino per assumere la presidenza, dopo essersi assicurato la nomina del suo protetto a comandante militare di Jiangxi, Hubei e Jiangsu. Queste tre province divennero la base di forza della cricca militare di Zhili. Duan Qirui riprese la sua posizione di primo ministro; la sua cricca di Anhui (talvolta chiamata Anfu) dominò l'area di Pechino. Usando finanziamenti giapponesi per ingrandire il suo cosiddetto "Esercito di partecipazione alla guerra", Duan continuò a lottare con Feng Guozhang.
Feng venne infine eliminato dalla vita politica nel 1918, quando Xu Shichang, il vecchio statista Beiyang, divenne presidente. Il suo vice, Cao Kun, ne prese il posto come capo della cricca di Zhili. Alla fine della prima guerra mondiale, Duan dominava la rappresentanza cinese al Trattato di Versailles e usò la conferenza di pace di Shanghai, nel 1919, per fare pressione sui militaristi non-Beiyang che appoggiavano il governo di Sun Yat-sen a Canton. Duan continuò a ricevere finanziamenti per il suo esercito (ribattezzato "Esercito di difesa nazionale") dal Giappone, in cambio dei quali era pronto a garantire al Giappone la successione legale ai diritti tedeschi nello Shandong (si veda Movimento del 4 maggio).

## Il controllo dei signori della guerra (1919-1925)

Questo simbolo militare del Repubblica di Cina, basato sulla bandiera delle Cinque razze sotto un'unica unione, fu sostituito dal governo nazionalista nel 1928, a causa della sua associazione con il governo del Pei-yang.

Prima del maggio-giugno 1919, ci si aspettava che una combinazione di combattimenti e negoziati tra i principali leader Pei-yang avrebbe portato all'unificazione militare, la quale avrebbe a sua volta permesso il ripristino del processo politico costituzionale che era stato mandato all'aria da Yuan Shikai. Nel 1919 le tre principali fazioni militari settentrionali si erano cementate, due di esse, Anhui e Zhili, direttamente dal Corpo d'armata del Pei-yang e una terza, la Fengtian, capeggiata da Zhang Zuolin, da un amalgama di truppe del Pei-yang e locali. Queste e le loro imitatrici su scala più piccola, erano disposte a ricevere soldi e armi da qualsiasi fonte, allo scopo di sopravvivere, e le fazioni più deboli si sarebbero combinate con quelle più forti.
La storia dei principali signori della guerra fino al 1925, racconta il fallimento da parte di qualsiasi comandante militare in Cina nel centralizzare il potere politico e militare a qualsiasi livello. In una situazione che somigliava al "periodo delle cinque dinastie e dei dieci regni", gran parte della Cina meridionale rimase sotto il controllo del Pei-yang, divenendo così l'incubatore per i movimenti del Kuomintang e del Partito Comunista Cinese.